# Montureux-lès-Baulay
Montureux-lès-Baulay é uma comuna francesa na região administrativa de Borgonha-Franco-Condado, no departamento de Alto Sona. Estende-se por uma área de 6,34 km². Em 2010 a comuna tinha 159 habitantes (densidade: 25,1 hab./km²).